# Benjamin Silliman
Benjamin Silliman (Trumbull, 8 agosto 1779 – New Haven, 24 novembre 1864) è stato un chimico statunitense.
Silliman viene ricordato per essere stato il primo ad applicare il processo di distillazione frazionata negli Stati Uniti, e fra i fondatori della rivista American Journal of Science.

## Biografia

### Primi anni di vita e studi
Silliman nacque nel 1779 in una taverna a North Stratford (oggi Trumbull), nel Connecticut.
Silliman frequentò l'Università di Yale, ove ottenne un bachelor of arts e un master of arts rispettivamente nel 1796 e nel 1799. Dal 1798 al 1799, approfondì legge con Simeon Baldwin, per poi diventare tutore a Yale dal 1799 al 1802. Nel 1802, Silliman venne abilitato all'avvocatura. Nello stesso anno, sebbene non avesse mai studiato chimica, egli divenne docente di tale disciplina e di storia naturale per volere del presidente dello Yale College Timothy Dwight IV. Dopo aver studiato scienza con James Woodhouse all'Università della Pennsylvania, Silliman tenne le primissime lezioni di chimica a Yale a partire dal 1804. Nel 1805, egli si recò a Edimburgo per proseguire i suoi studi.

### Carriera
Tornato a New Haven, ne studiò la geologia e fece un'analisi chimica del meteorite caduto vicino a Weston, pubblicando il primo resoconto scientifico dedicato a un corpo celeste di quel tipo caduto sul suolo statunitense. Tenne conferenze pubbliche a New Haven nel 1808, e scoprì gli elementi costitutivi di molti minerali. Intorno al 1818, Ephraim Lane chiese a Silliman di identificare i materiali di cui erano composte alcuni campioni minerali reperiti a Saganawamps, un'area che fa parte dell'area archeologica dell'Old Mine Park di Trumbull. Nell'American Journal of Science, che egli recentemente aveva co-fondato, Silliman riportò che tali rocce erano composti da tungsteno, tellurio, topazio e fluorite. Silliman rintracciò diversi fossili negli Stati Uniti, e li descrisse nell'American Journal.
Benché la Yale University fosse riservata agli studenti maschi, Silliman permetteva alle donne di prendere parte alle sue lezioni. Egli tenne lezioni presso l'Università fino al 1855.

### Morte
Silliman morì nel 1864 all'età di ottantacinque anni. Venne sepolto presso il cimitero di Grove Street.

## Vita privata
Pochi mesi prima che Benjamin Silliman nascesse, sua madre Mary Silliman, vedova di John Noyes, era fuggita da Fairfield, che era stata invasa e distrutta da duemila soldati britannici durante la guerra d'indipendenza. Durante il conflitto, l'ex marito di Mary Silliman e generale Gold Selleck Silliman venne catturato dalle truppe nemiche durante il mese di maggio del 1779.
Benjamin Silliman era marito di Harriet Trumbull (figlia del governatore Jonathan Trumbull, Jr.), e padre di Benjamin Silliman, Jr., anch'egli un influente scienziato.
Benjamin Silliman era cristiano. In alcuni dei suoi scritti, egli parlò di geologia diluviana, si dichiarò favorevole al creazionismo della terra vecchia, e criticò l'ateismo e il materialismo.